# Luz Valente Pereira
Luz Valente Pereira ( Lisboa, 1934 - 2023 ) fue la primera arquitecta que trabajó en el Laboratorio Nacional de Ingeniería Civil (LNEC), en Portugal, en 1966. Se destacó por sus trabajos de investigación en temas como rehabilitación urbana y vivienda, entre otros, desde el punto de vista de la arquitectura y la sociología.

## Biografía
Maria da Luz Valente Pereira nació en 1934 en Lisboa.  Siendo aún joven, tomó clases de dibujo, donde conoció a Natália Correia.
En 1953 inició los estudios de arquitectura en la Escuela Superior de Bellas Artes de Lisboa, finalizando los cursos en 1958. Con vistas a dedicarse a la docencia en la enseñanza secundaria, Luz realizó cursos de pedagogía en la Facultad de Artes de la Universidad de Lisboa, pero acabó abandonando esa carrera. A principios de la década de 1960, estudió planificación y desarrollo regional en París. Durante su estancia en Francia, trabajó en la Société d'Études Techniques et d'Aménagements Planifiés con el urbanista Guy Lagneau. Durante este período, también pasó algún tiempo en África, desarrollando una propuesta de proyecto para una aldea en la región de Abiyán
Al regresar a Portugal, trabajó en el estudio de arquitectura de Nuno Teotónio Pereira, en el que también figuraban nombres como Pedro Vieira de Almeida y Nuno Portas . Aquí se dio cuenta de que no le interesaba trabajar en proyectos orientados a viviendas unifamiliares.  Para diversificar su trabajo dentro del campo, consiguió una beca anual de las Naciones Unidas para investigar cuestiones de crecimiento y planificación en "países desarrollados". Posteriormente, entre 1962 y 1963 realizó un posgrado en Desarrollo y Planificación Regional en el Institut de Recherche et Formation en Vue du Développement Harmonisé, en París.
En 1963, Luz Valente Pereira fue invitada a unirse al equipo del Plan Regional de Aveiro, coordinado por Robert Auzelle . Entre 1965 y 1966 trabajó también en la elaboración del Plan Director de la Ciudad de Lisboa.
En 1966 se incorporó al Laboratorio Nacional de Ingeniería Civil (LNEC), donde permaneció hasta su jubilación. Allí se dedicó a la investigación, abordando temas como la rehabilitación urbana, la vivienda, entre otros, desde el punto de vista de la arquitectura en intersección con sociología.

## Obras
Escribió varios libros sobre arquitectura y urbanismo, entre ellos:
- 1982 - Definición de forma urbana en la planificación física, Lisboa, LNEC
- 1983 - Metodología de las encuestas de vivienda urbana, Lisboa, LNEC
- 1986 - Planificación municipal y ejercicio de la acción política local, Lisboa, LNEC
- 1990 - El uso de la ciudad: un estudio sobre la ciudad de Lisboa, Lisboa, LNEC, ISBN 972-49-1510-7
- 2017 - Rehabilitación urbana: cuestiones generales y metodología de planificación, edición del autor, ISBN 9788582450925[9]